# Úhořilka
Úhořilka (německy Preußdorf) je obec v okrese Havlíčkův Brod v Kraji Vysočina. Žije zde 50 obyvatel.

## Historie
První písemná zmínka o obci pochází z roku 1454.
| Rok            | 1869 | 1880 | 1890 | 1900 | 1910 | 1921 | 1930 | 1950 | 1961 | 1970 | 1980 | 1991 | 2001 | 2011 |
| Počet obyvatel | 167  | 170  | 167  | 149  | 143  | 159  | 161  | 94   | 79   | 73   | 46   | 45   | 47   | 48   |